# Zeugitész

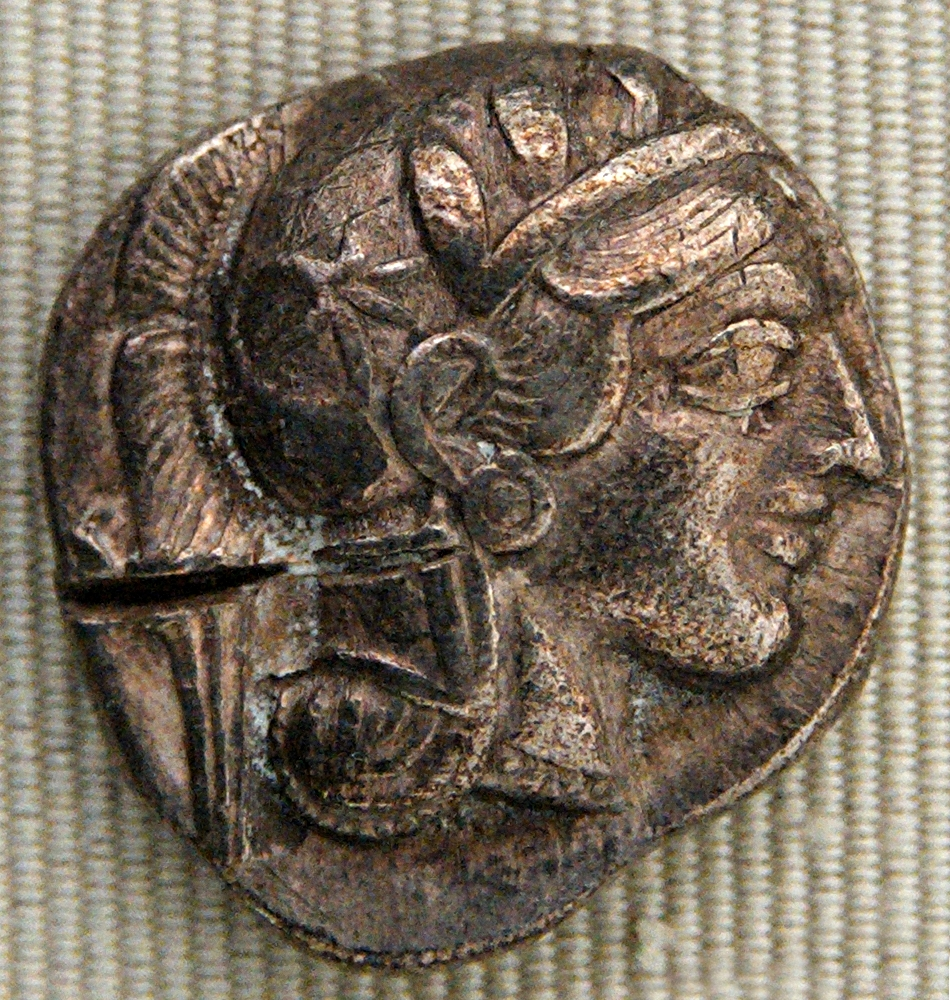
Pallasz Athéné ábrázolása egy tetradrakhma ezüstérmén (i.e. 450)

Az ókori Athénban a szolóni alkotmány által bevezetett vagyoni osztályok közül a harmadik. Jelentése „igás, (ökör)fogatos” a „zügon” („iga”) szóból. A birtokaikon évi 200 és 300 mérő (medimnosz) gabonát termelők kerültek ebbe az osztályba. Ez volt az az osztály, amelyik lovaskatonaként már nem tudott szolgálni, de a hoplitészek nehézfegyverzetét még meg tudta vásárolni.
Az i. e. 6. században 1 medimnosz gabona ára 1 juh vagy 1 drakhma (4,27 g) ezüst volt, azaz 200-300 drakhma éves jövedelemmel lehetett valaki zeugitész.
i. e. 510 körül 30 drakhma – ekkor már ezüstpénzként is – volt az ára a legolcsóbb hoplitafegyverzetnek.